# CRISPR/Cas

CRISPR/Cas9.

La edición génica o genética CRISPR (pronunciado  /ˈkrɪspər/ «crisper»), acrónimo de «Clustered Regularly Interspaced Short Palindromic Repeats» (en español: repeticiones palindrómicas cortas agrupadas y regularmente interespaciadas), es una técnica de ingeniería genética en biología molecular mediante la cual se pueden modificar los genomas de organismos vivos. Se basa en una versión simplificada del sistema de defensa antiviral bacteriano CRISPR-Cas9. Al introducir en una célula la nucleasa Cas9 en complejo con un ARN guía sintético (ARNg), se puede cortar el genoma de la célula en el lugar deseado, lo que permite eliminar genes existentes y/o añadir otros nuevos in vivo.
La técnica se considera muy importante en biotecnología y medicina, ya que permite editar genomas in vivo de forma muy precisa y sencilla. Puede utilizarse en la creación de nuevos medicamentos, productos agrícolas y organismos genéticamente modificados, o como medio de control de patógenos y plagas. También tiene posibilidades en el tratamiento de enfermedades genéticas hereditarias, así como de enfermedades derivadas de mutaciones somáticas, como el cáncer. Sin embargo, su uso en la modificación genética de la línea germinal humana es muy controvertido. El desarrollo de la técnica les valió a Jennifer Doudna y Emmanuelle Charpentier el Premio Nobel de Química en 2020. El tercer grupo de investigadores que compartió el Premio Kavli por el mismo descubrimiento, liderado por Virginijus Šikšnys, no fue galardonado con el Nobel.
Funcionando como unas tijeras genéticas, la nucleasa Cas9 abre las dos hebras de la secuencia de ADN objetivo para introducir la modificación por uno de dos métodos. Las mutaciones knock-in, facilitadas por la reparación dirigida por homología (HDR), son la vía tradicional de los métodos de edición genómica dirigida. Esto permite la introducción de daños en el ADN y su reparación. La HDR emplea el uso de secuencias de ADN similares para impulsar la reparación de la rotura mediante la incorporación de ADN exógeno para que funcione como plantilla de reparación. Este método se basa en la aparición periódica y aislada de daños en el ADN en el lugar objetivo para que comience la reparación. Las mutaciones knock-out causadas por CRISPR-Cas9 son el resultado de la reparación de la rotura de doble cadena mediante la unión de extremos no homólogos (NHEJ) o la unión de extremos mediada por POLQ/polimerasa theta (TMEJ). Estas vías de unión final pueden dar lugar a menudo a deleciones o inserciones aleatorias en el lugar de reparación, que pueden interrumpir o alterar la funcionalidad de los genes. Por lo tanto, la ingeniería genómica mediante CRISPR-Cas9 ofrece a los investigadores la posibilidad de alterar genes de forma aleatoria y selectiva.
Aunque la edición del genoma en células eucariotas ha sido posible mediante diversos métodos desde la década de 1980, los métodos empleados habían demostrado ser ineficaces y poco prácticos de aplicar a gran escala. Con el descubrimiento de las CRISPR y, en concreto, de la molécula nucleasa Cas9, se hizo posible una edición eficiente y altamente selectiva. La Cas9, derivada de la especie bacteriana Streptococcus pyogenes, ha facilitado la modificación genómica selectiva en células eucariotas al permitir un método fiable para crear una rotura selectiva en un lugar específico designado por las cadenas guía ARNcr y ARNtracr. La facilidad con la que los investigadores pueden insertar Cas9 y ARN molde para silenciar o causar mutaciones puntuales en loci específicos ha demostrado ser inestimable para el mapeo rápido y eficiente de modelos genómicos y procesos biológicos asociados a diversos genes en una variedad de eucariotas. Se han desarrollado nuevas variantes de la nucleasa Cas9 que reducen significativamente la actividad fuera del objetivo.
Las técnicas de edición del genoma CRISPR-Cas9 tienen muchas aplicaciones potenciales. El uso del complejo CRISPR-Cas9-ARNg para la edición del genoma fue elegido por la AAAS como avance del año en 2015. Se han planteado muchas preocupaciones bioéticas ante la perspectiva de utilizar las CRISPR para la edición de la línea germinal, especialmente en embriones humanos. En 2023, se aprobó en el Reino Unido el uso de Casgevy, el primer fármaco que utiliza la edición genética CRISPR para curar la anemia falciforme y la beta talasemia. La Administración de Alimentos y Medicamentos aprobó el uso de Casgevy en Estados Unidos el 8 de diciembre de 2023.

## Historia

### Otros métodos
A principios de la década de 2000, investigadores alemanes comenzaron a desarrollar nucleasas con dedos de zinc (ZFN), proteínas sintéticas cuyos dominios de unión al ADN les permiten crear rupturas de doble hebra en el ADN en puntos específicos. Las ZFN tienen una mayor precisión y la ventaja de ser más pequeñas que Cas9, pero las ZFN no se usan tan comúnmente como los métodos basados en las CRISPR. En 2010, las nucleasas sintéticas llamadas nucleasas efectoras tipo activador de transcripción (TALEN) proporcionaron una forma más sencilla de dirigir una ruptura de doble hebra a una ubicación específica en la cadena de ADN. Tanto las nucleasas con dedo de zinc como las TALEN requieren el diseño y creación de una proteína personalizada para cada secuencia de ADN objetivo, lo cual es un proceso mucho más difícil y que consume más tiempo que diseñar ARN guías. Las CRISPR son mucho más fáciles de diseñar porque el proceso solo requiere sintetizar una secuencia corta de ARN, un procedimiento que ya se utiliza ampliamente para muchas otras técnicas de biología molecular (por ejemplo, crear cebadores de oligonucleótidos).
Mientras que métodos como la interferencia por ARN (ARNi) no suprimen completamente la función génica, CRISPR, ZFN y TALEN proporcionan una inactivación génica completa e irreversible. Las CRISPR también puede dirigirse a varios sitios de ADN simultáneamente simplemente introduciendo diferentes ARN guías (ARNg). Además, los costos de emplear CRISPR son relativamente bajos.

### Descubrimiento
En 2005, Alexander Bolotin, del Instituto Nacional de Investigación Agronómica de Francia (INRA), descubrió unas locus CRISPR que contenían genes Cas nuevos, destacando uno que codificaba una gran proteína conocida como Cas9.
En 2006, Eugene Koonin, del Centro Nacional para la Información Biotecnológica de Estados Unidos, NIH, propuso una explicación sobre cómo las cascadas CRISPR funcionan como un sistema inmunitario bacteriano.
En 2007, Philippe Horvath, de Danisco France SAS, demostró experimentalmente cómo los sistemas CRISPR son un sistema inmunitario adaptativo e integran nuevo ADN de fagos en la matriz CRISPR, lo cual es cómo combaten la siguiente ola de fagos atacantes.
En 2012, el equipo de investigación dirigido por Jennifer Doudna, profesora de la Universidad de California en Berkeley, y Emmanuelle Charpentier, profesora de la Universidad de Umeå, fueron las primeras personas en identificar, divulgar y presentar una solicitud de patente para el sistema CRISPR-Cas9 necesario para editar el ADN. También publicaron su descubrimiento de que CRISPR-Cas9 podría programarse con ARN para editar el ADN genómico, ahora considerado uno de los descubrimientos más significativos en la historia de la biología.

### Patentes y comercialización
En noviembre de 2013, SAGE Labs (parte del grupo Horizon Discovery) tenía derechos exclusivos de una de esas compañías para producir y vender ratas genéticamente modificadas y derechos no exclusivos para modelos de ratones y conejos. Para 2015, Thermo Fisher Scientific había licenciado propiedad intelectual de ToolGen para desarrollar kits de reactivos CRISPR.
En diciembre de 2014, los derechos de patente de las CRISPR estaban en disputa. Varias compañías se formaron para desarrollar medicamentos y herramientas de investigación relacionadas. A medida que las empresas aumentaban la financiación, surgieron dudas sobre si las CRISPR podrían monetizarse rápidamente. En 2014, Feng Zhang del Instituto Broad del MIT y Harvard y otros nueve fueron galardonados con la patente estadounidense número 8,697,359 sobre el uso de la edición genética CRISPR-Cas9 en eucariotas. Aunque Charpentier y Doudna (referidas como CVC) fueron acreditadas por la concepción de las CRISPR, el Instituto Broad fue el primero en lograr una "reducción a la práctica" según los jueces de patentes Sally Gardner Lane, James T. Moore y Deborah Katz.
El primer conjunto de patentes se otorgó al equipo de Broad en 2015, lo que llevó a los abogados del grupo CVC a solicitar el primer procedimiento de interferencia. En febrero de 2017, la Oficina de Patentes de EE. UU. falló en un caso de interferencia de patentes presentado por la Universidad de California con respecto a las patentes emitidas al Instituto Broad, y encontró que las patentes de Broad, con reclamos que cubren la aplicación de CRISPR-Cas9 en células eucariotas, eran distintas de las invenciones reclamadas por la Universidad de California.
Poco después, la Universidad de California presentó una apelación a esta decisión. En 2019 se abrió la segunda disputa de interferencia. Esto fue en respuesta a las solicitudes de patente realizadas por CVC que requerían que la junta de apelaciones determinara el inventor original de la tecnología. La USPTO falló en marzo de 2022 en contra de UC, afirmando que el Instituto Broad fue el primero en presentar. La decisión afectó muchos de los acuerdos de licencia para la tecnología de edición CRISPR que fue licenciada de UC Berkeley. UC declaró su intención de apelar el fallo de la USPTO.

### Acontecimientos recientes
En marzo de 2017, la Oficina Europea de Patentes (OEP) anunció su intención de permitir reivindicaciones para editar todo tipo de células al Instituto Max-Planck de Berlín, la Universidad de California y la Universidad de Viena, y en agosto de 2017, la OEP anunció su intención de permitir reivindicaciones CRISPR en una solicitud de patente que MilliporeSigma había presentado. En agosto de 2017, la situación de las patentes en Europa era compleja, con MilliporeSigma, ToolGen, la Universidad de Vilnius y Harvard contendiendo por reivindicaciones, junto con la Universidad de California y Broad.
En julio de 2018, el Tribunal de Justicia de la Unión Europea dictaminó que la edición genética para plantas era una subcategoría de los alimentos OGM y, por tanto, que la técnica de las CRISPR se regularía en adelante en la Unión Europea por sus normas y reglamentos para los OGM.
En febrero de 2020, una investigación en Estados Unidos demostró la seguridad de la edición genética CRISPR en tres pacientes con cáncer.
En octubre de 2020, las investigadoras Emmanuelle Charpentier y Jennifer Doudna recibieron el Premio Nobel de Química por su trabajo en este campo. Ellas hicieron historia al ser las dos primeras mujeres en compartir este galardón sin un colaborador masculino.
En junio de 2021, el primer pequeño ensayo clínico de edición génica CRISPR intravenosa en humanos se concluyó con resultados prometedores 
En septiembre de 2021, el primer alimento editado con CRISPR salió a la venta en Japón. Los tomates se modificaron genéticamente para obtener una cantidad de GABA cinco veces superior a la normal. Las CRISPR se aplicaron por primera vez en tomates en 2014.
En diciembre de 2021, se informó de que el primer animal marino/marisco modificado genéticamente con las CRISPR y el segundo grupo de alimentos modificados con las CRISPR habían salido a la venta en Japón: dos peces de los cuales una especie crece el doble de tamaño que los especímenes naturales debido a la alteración de la leptina, que controla el apetito, y el otro crece hasta 1,2 veces el tamaño medio natural con la misma cantidad de comida debido a la miostatina desactivada, que inhibe el crecimiento muscular.
Un estudio de 2022 ha descubierto que saber más sobre los tomates CRISPR tuvo un fuerte efecto en la preferencia de los participantes. «Casi la mitad de los 32 participantes de Alemania que son científicos demostraron elecciones constantes, mientras que la mayoría mostró una mayor disposición a comprar tomates CRISPR, en su mayoría no científicos».
La UC Berkeley anunció en mayo de 2021 su intención de subastar tokens no fungibles tanto de la patente de edición genética CRISPR como de la inmunoterapia contra el cáncer. No obstante, en este caso la universidad conservaría la propiedad de las patentes. El 85 % de los fondos recaudados con la venta de la colección denominada The Fourth Pillar se destinaría a financiar la investigación. Se vendió en junio de 2022 por 22 éteres, que en aquel momento eran unos 54.000 dólares.
En noviembre de 2023, la Agencia Reguladora de Medicamentos y Productos Sanitarios del Reino Unido (MHRA) se convirtió en la primera del mundo en aprobar el uso del primer medicamento basado en la edición genética CRISPR, Casgevy, para tratar la anemia falciforme y la beta talasemia. Casgevy, o autotemcel exagamglogénico, actúa directamente sobre los genes de las células madre del interior de los huesos del paciente, haciéndolas producir glóbulos rojos sanos. Este tratamiento evita así la necesidad de transfusiones de sangre periódicas y costosas.
En diciembre de 2023, la FDA aprobó la primera terapia génica en Estados Unidos para tratar a pacientes con anemia falciforme (ECF). La FDA aprobó dos tratamientos emblemáticos, Casgevy y Lyfgenia, que representan las primeras terapias génicas celulares para el tratamiento de la ECF.

## Ingeniería genómica

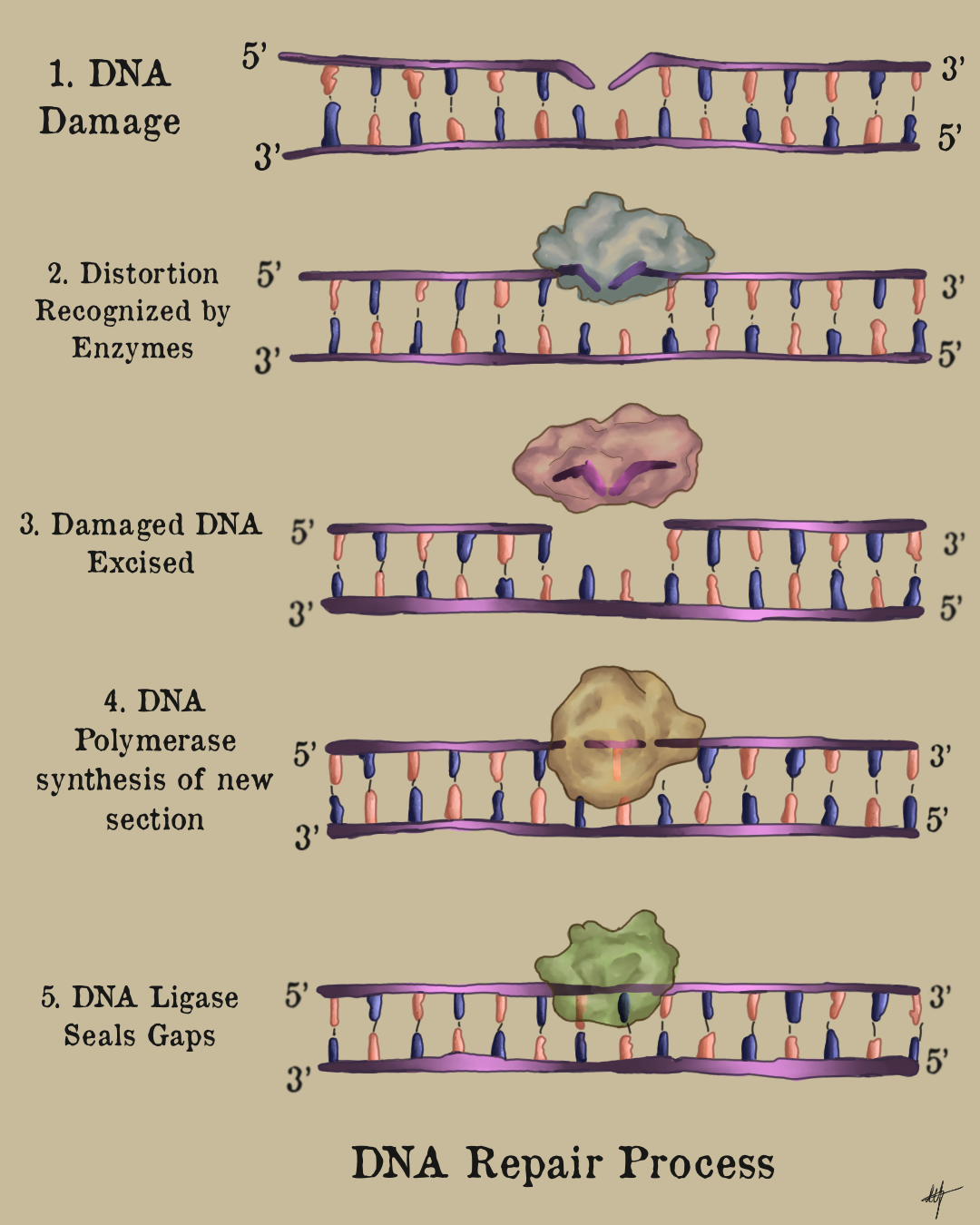
Reparación del ADN tras una rotura de doble cadena.

Visión general de la construcción del plásmido CRISPR-Cas9.

La edición genómica CRISPR-Cas9 se lleva a cabo con un sistema CRISPR de tipo II. Cuando se utiliza para la edición del genoma, este sistema incluye una ribonucleoproteína (RNP), formada por Cas9, ARNcr y ARNtracr, junto con una plantilla opcional de reparación del ADN.

### Componentes principales
| Componente              | Función |
| ----------------------- | --- |
| ARNcr                   | Contiene el ARN guía que localiza el segmento correcto del ADN del huésped junto con una región que se une a ARNtracr (generalmente en forma de tallo-bucle), formando un complejo activo.                                                                  |
| ARN                     | Se une a ARNcr y forma un complejo activo. |
| ARNgu                   | Los ARN guía únicos son un ARN combinado que consiste en un ARNtracr y al menos un ARNcr. |
| Cas9 (más comúnmente)   | Una enzima cuya forma activa es capaz de modificar el ADN. Existen muchas variantes con diferentes funciones (es decir, corte de una sola hebra, corte de doble hebra, unida al ADN) debido a la función de reconocimiento del sitio de ADN de cada enzima. |
| Plantilla de reparación | Molécula de ADN utilizada como plantilla en el proceso de reparación del ADN de la célula huésped, permitiendo la inserción de una secuencia específica de ADN en el segmento roto del huésped por Cas9.                                                    |

Las CRISPR-Cas9 a menudo emplean plásmidos, que codifican los componentes RNP, para transfectar las células objetivo, o el RNP se ensambla antes de añadirse a las células mediante nucleofección. Los principales componentes de este plásmido se muestran en la imagen y se enumeran en la tabla. El ARNcr está diseñado específicamente para cada aplicación, ya que esta es la secuencia que Cas9 utiliza para identificar y unirse directamente a secuencias específicas dentro del ADN de la célula huésped. El ARNcr debe unirse solo donde se desea la edición. La plantilla de reparación también se diseña específicamente para cada aplicación, ya que debe complementar en cierta medida las secuencias de ADN a ambos lados del corte y también contener cualquier secuencia que se desee insertar en el genoma del huésped.
Múltiples ARNcr y el ARNtracr pueden empaquetarse juntos para formar un ARN guía único (ARNgu). Este ARNgu puede incluirse junto con el gen que codifica la proteína Cas9 y hacerse en un plásmido para ser transfectado en las células. Hay muchas herramientas en línea disponibles para ayudar en el diseño de secuencias efectivas de ARNgu.

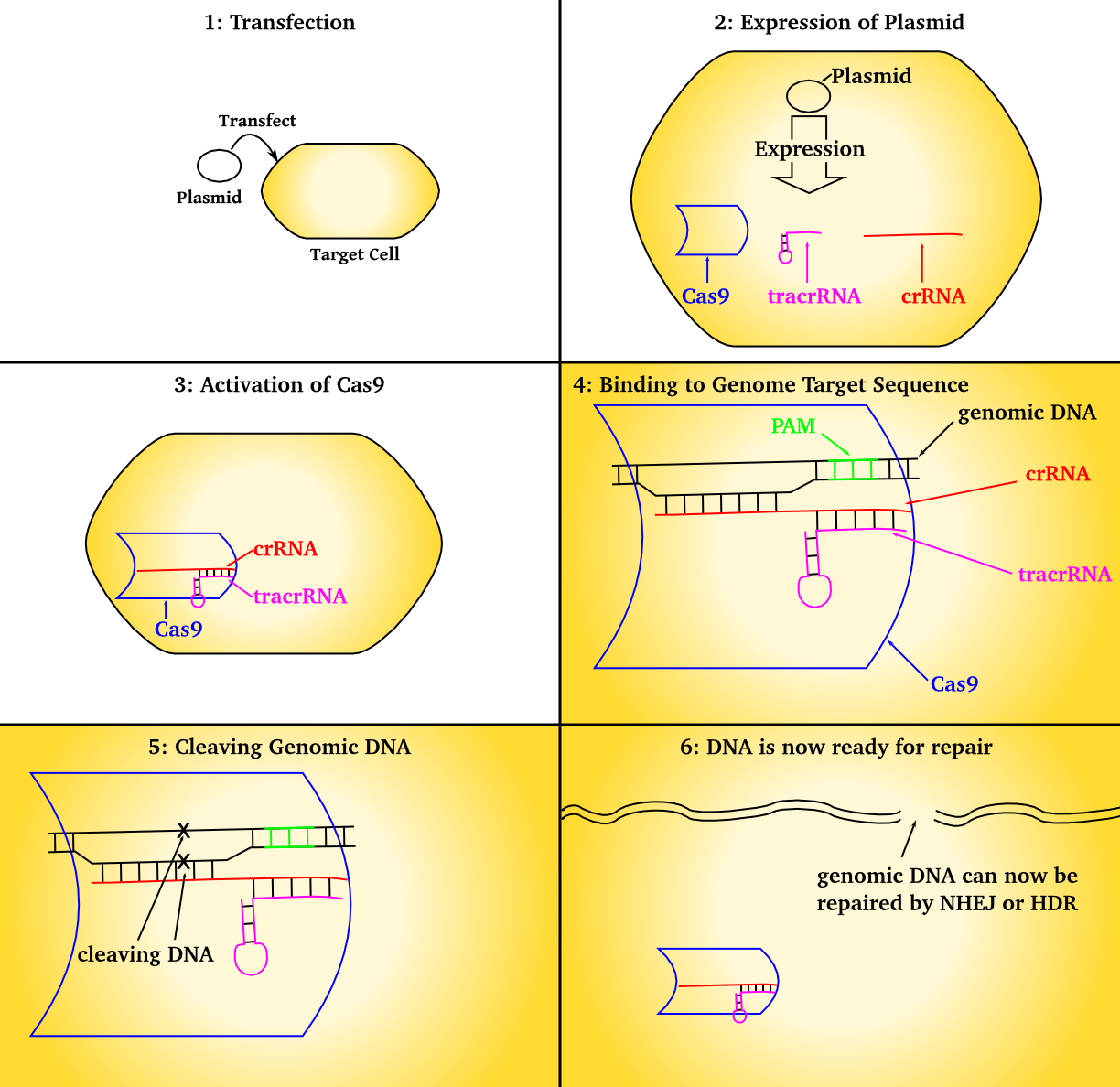
Resumen de la transfección y corte de ADN por CRISPR-Cas9 (ARNct y ARNtracr a menudo se unen como una sola cadena de ARN al diseñar un plásmido).

#### Alternativas a Cas9

Diferentes nucleasas de ADN CRISPR con su PAM y Tamaño

Las proteínas alternativas a Cas9 incluyen las siguientes:
| Proteína                                          | Características y uso principal | Año  |
| ------------------------------------------------- | --- | ---- |
| Cas12                                             | Cas12a es más pequeña y simple que Cas9; Cas12b, entre otros usos, para la ingeniería del genoma de plantas. |      |
| Cas13                                             | Para la edición de ARN. |      |
| Cas3                                              | Crea una brecha amplia de una sola hebra. | 2019 |
| CasMINI                                           | Aproximadamente el doble de compacta que las más comúnmente utilizadas Cas9 y Cas12a. | 2021 |
| SuperFi-Cas9                                      | Más precisa sin una disminución en la velocidad. | 2022 |
| Cas7-11                                           | Edición de ARN. | 2022 |
| Reparación de ADN con una plantilla de cromosomas | Este método solo es aplicable a organismos cuyo cromosoma coincidente tiene los genes deseados. - Un método de reparación mediada por nicasas derivadas de Cas9 (D10A y/o H840A, que cortan en lugar de escindir el ADN objetivo) con una plantilla de cromosomas homólogos demostró ser más efectivo que Cas9 y causar menos ediciones fuera del objetivo. | 2022 |

### Estructura
Las CRISPR-Cas9 ofrecen un alto grado de fidelidad y una construcción relativamente simple. Depende de dos factores para su especificidad: la secuencia objetivo y la secuencia del motivo adyacente de protoespaciador (PAM). La secuencia objetivo tiene 20 bases de longitud como parte de cada locus de CRISPR en la matriz de ARNcr. Una matriz típica de ARNcr tiene múltiples secuencias objetivo únicas. Las proteínas Cas9 seleccionan la ubicación correcta en el genoma del huésped utilizando la secuencia para unirse con pares de bases en el ADN del huésped. La secuencia no forma parte de la proteína Cas9 y, como resultado, es personalizable y puede sintetizarse de forma independiente.
La secuencia PAM en el genoma del huésped es reconocida por Cas9. El Cas9 no puede modificarse fácilmente para reconocer una secuencia PAM diferente. Sin embargo, esto no es demasiado limitante, ya que generalmente es una secuencia muy corta y no específica que ocurre frecuentemente en muchos lugares a lo largo del genoma (por ejemplo, la secuencia PAM de SpCas9 es 5'-NGG-3' y en el genoma humano ocurre aproximadamente cada 8 a 12 pares de bases).
Una vez que estas secuencias se han ensamblado en un plásmido y transfectado en las células, la proteína Cas9, con la ayuda del ARNcr, encuentra la secuencia correcta en el ADN de la célula huésped y, dependiendo de la variante de Cas9, crea una ruptura de hebra sencilla o doble en la ubicación apropiada del ADN.
Las rupturas de hebra sencilla adecuadamente espaciadas en el ADN del huésped pueden desencadenar la reparación dirigida por homología, que es menos propensa a errores que la unión de extremos no homóloga que típicamente sigue a una ruptura de doble hebra. Proporcionar una plantilla de reparación de ADN permite la inserción de una secuencia específica de ADN en una ubicación exacta dentro del genoma. La plantilla de reparación debe extenderse de 40 a 90 pares de bases más allá de la ruptura de ADN inducida por Cas9. El objetivo es que el proceso HDR nativo de la célula utilice la plantilla de reparación proporcionada e incorpore así la nueva secuencia en el genoma. Una vez incorporada, esta nueva secuencia es ahora parte del material genético de la célula y se transmite a sus células hijas. La inhibición transitoria combinada de NHEJ y TMEJ mediante una pequeña molécula y siRNAs puede aumentar la eficiencia de HDR hasta un 93% y simultáneamente prevenir la edición fuera del objetivo.

### Entrega
La entrega de Cas9, ARNgu y complejos asociados en las células puede ocurrir mediante sistemas virales y no virales. La electroporación de ADN, ARN o ribonucleocomplejos es una técnica común, aunque puede resultar en efectos dañinos para las células objetivo. También se han utilizado técnicas de transfección química que emplean lípidos y péptidos para introducir ARNgus en complejo con Cas9 en las células. La entrega basada en nanopartículas también se ha utilizado para la transfección. Los tipos de células que son más difíciles de transfectar (por ejemplo, células madre, neuronas y células hematopoyéticas) requieren sistemas de entrega más eficientes, como aquellos basados en lentivirus (LVs), adenovirus (AdV) y virus adenoasociados (AAV).
Se ha encontrado que la eficiencia de las CRISPR-Cas9 aumenta significativamente cuando varios componentes del sistema, incluida toda la estructura de las CRISPR/Cas9, se entregan en forma ensamblada en lugar de usar transgénicos. Esto ha encontrado un valor particular en cosechas genéticamente modificados para la comercialización masiva. Dado que la maquinaria de replicación del huésped no es necesaria para producir estas proteínas, la posibilidad de reconocer la secuencia del ARNgu es casi nula, disminuyendo la probabilidad de efectos fuera del objetivo.

### Edición controlada del genoma
Las mejoras y variantes del sistema CRISPR-Cas9 se han centrado en introducir más control en su uso. Específicamente, la investigación dirigida a mejorar este sistema incluye mejorar su especificidad, su eficiencia y la granularidad de su poder de edición. Las técnicas pueden dividirse y clasificarse por el componente del sistema que modifican. Estos incluyen el uso de variantes diferentes o creaciones novedosas de la proteína Cas, el uso de una proteína efectora completamente diferente, la modificación del ARNgu o el uso de un enfoque algorítmico para identificar soluciones óptimas existentes.
La especificidad es un aspecto importante para mejorar el sistema CRISPR-Cas9 porque los efectos fuera del objetivo que genera tienen consecuencias graves para el genoma de la célula e invocan precaución en su uso. Minimizar los efectos fuera del objetivo es, por lo tanto, maximizar la seguridad del sistema. Las variaciones novedosas de las proteínas Cas9 que aumentan la especificidad incluyen proteínas efectoras con eficiencia y especificidad comparables a la SpCas9 original que son capaces de apuntar a las secuencias previamente inalcanzables y una variante que prácticamente no tiene mutaciones fuera del objetivo. También se ha investigado en la ingeniería de nuevas proteínas Cas9, incluidas algunas que reemplazan parcialmente los nucleótidos de ARN en el ARNcr con ADN y un procedimiento de generación de mutantes de Cas9 guiado por la estructura que tuvo efectos fuera del objetivo reducidos. Se ha demostrado que los ARNgu truncados iterativamente y los ARNg altamente estabilizados también disminuyen los efectos fuera del objetivo. Los métodos computacionales, incluido el aprendizaje automático, se han utilizado para predecir la afinidad y crear secuencias únicas para el sistema para maximizar la especificidad para objetivos determinados.
Varias variantes de CRISPR-Cas9 permiten la activación de genes o la edición del genoma con un desencadenante externo, como luz o pequeñas moléculas. Estos incluyen sistemas CRISPR fotoactivables desarrollados fusionando socios proteicos sensibles a la luz con un dominio activador y un dCas9 para la activación de genes, o fusionando dominios similares sensibles a la luz con dos constructos de Cas9 dividida, o incorporando aminoácidos no naturales encapsulados en Cas9, o modificando los ARN guía con complementos fotoescindibles para la edición del genoma.
Los métodos para controlar la edición del genoma con pequeñas moléculas incluyen un Cas9 alostérico, sin edición de fondo detectable, que activará la unión y la escisión tras la adición de 4-hidroxitamoxifeno (4-HT), inteína fusionada con Cas9 sensible a 4-HT, o un Cas9 que es sensible a 4-HT cuando se fusiona con cuatro dominios ERT2. La Cas9 dividida inducible por inteína permite la dimerización de fragmentos de Cas9 y el sistema de Cas9 dividida inducible por rapamicina desarrollado fusionando dos constructos de Cas9 dividida con fragmentos FRB y FKBP. Otros estudios han podido inducir la transcripción de Cas9 con una pequeña molécula, doxiciclina. Las pequeñas moléculas también se pueden usar para mejorar la reparación dirigida por homología, a menudo inhibiendo la vía de unión de extremos no homólogos y/o la vía de unión de extremos mediados por theta. Se creó un sistema con la proteína efectora Cpf1 que es inducido por pequeñas moléculas VE-822 y AZD-7762. Estos sistemas permiten el control condicional de la actividad CRISPR para una mayor precisión, eficiencia y control espacio-temporal. El control espacio-temporal es una forma de eliminar los efectos fuera del objetivo: solo ciertas células o partes del organismo pueden necesitar ser modificadas, y por lo tanto, la luz o las pequeñas moléculas pueden usarse como una forma de llevar esto a cabo. La eficiencia del sistema CRISPR-Cas9 también aumenta significativamente mediante la entrega adecuada de las instrucciones de ADN para crear las proteínas y los reactivos necesarios.
Las CRISPR también utilizan proteínas de edición de pares de bases individuales para crear ediciones específicas en una o dos bases en la secuencia objetivo. Las CRISPR/Cas9 se fusionaron con enzimas específicas que inicialmente solo podían cambiar mutaciones de C a T y de G a A y sus reversas. Esto se logró finalmente sin requerir ninguna escisión de ADN. Con la fusión de otra enzima, el sistema de edición de bases CRISPR-Cas9 también puede editar de C a G y su reversa.

## Cribado CRISPR
El sistema de repeticiones palindrómicas cortas agrupadas y regularmente interespaciadas (CRISPR)/Cas9 es una tecnología de edición de genes que puede inducir roturas de doble cadena (DSBs, por sus siglas en inglés: double strand breaks) en cualquier lugar en el que los ácidos ribonucleicos guía (ARNg) puedan unirse a la secuencia del motivo adyacente al protoespaciador (PAM). Las mellas de cadena sencilla también pueden ser inducidas por mutantes del sitio activo de Cas9, también conocidos como mellasas Cas9. Simplemente cambiando la secuencia del ARNg, la Cas9-endonucleasa puede llegar a un gen de interés e inducir DSBs. La eficacia de la endonucleasa Cas9 y la facilidad con la que se puede atacar a los genes condujeron al desarrollo de las bibliotecas CRISPR-knockout (KO), tanto para células de ratón como humanas, que pueden abarcar conjuntos de genes específicos de interés o todo el genoma. El cribado CRISPR ayuda a los científicos a crear una perturbación genética sistemática y de alto rendimiento en organismos modelo vivos. Esta perturbación genética es necesaria para comprender plenamente la función génica y la regulación epigenética. La ventaja de las bibliotecas CRISPR combinadas es que pueden atacarse más genes a la vez.
Las bibliotecas de knockout se crean de manera que logren una representación y rendimiento iguales en todos los ARNg expresados, y llevan un marcador de selección de antibióticos o fluorescente que se puede utilizar para recuperar células transducidas. Hay dos sistemas de plásmidos en las bibliotecas de CRISPR/Cas9. Primero, está el plásmido "todo en uno", donde ARNgu y Cas9 se producen simultáneamente en una célula transfecatada. Segundo, es un sistema de dos vectores: los plásmidos sgRNA y Cas9 se entregan por separado. Es importante entregar miles de vectores únicos que contienen ARNgu  a un solo recipiente de células mediante transducción viral a una baja multiplicidad de infección (MOI, típicamente de 0.1 a 0.6), ya que esto evita la probabilidad de que un clon celular individual reciba más de un tipo; de lo contrario, podría conducir a una asignación incorrecta del genotipo al fenotipo.
Una vez preparada la biblioteca agrupada, es necesario llevar a cabo una secuenciación profunda (NGS, secuenciación de nueva generación del ADN plasmídico amplificado por PCR para revelar la abundancia de sgRNAs. Las células de interés pueden ser consecuentemente infectadas por la biblioteca y luego seleccionadas según el fenotipo. Hay 2 tipos de selección: negativa y positiva. Con la selección negativa, las células muertas o de crecimiento lento se detectan eficientemente. Esto puede identificar genes esenciales para la supervivencia, que pueden servir además como candidatos para fármacos dirigidos molecularmente. Por otro lado, la selección positiva proporciona una colección de poblaciones adquiridas con ventaja de crecimiento por mutagénesis aleatoria. Después de la selección, se recoge el ADN genómico y se secuencia mediante NGS. Se detecta el agotamiento o enriquecimiento de ARNgu y se compara con la biblioteca original de ARNsg, anotada con el gen objetivo al que corresponde el ARNgu. El análisis estadístico luego identifica los genes que probablemente sean relevantes para el fenotipo de interés.
| Biblioteca                                                 | ID                                      | Especie | PI            | Genes objetivo           | ARNg por gen | ARNg total      |
| ---------------------------------------------------------- | --------------------------------------- | ------- | ------------- | ------------------------ | ------------ | --------------- |
| Bassik Mouse CRISPR Knockout Library                       | 1000000121–1000000130                   | Ratón   | Bassik        | Varía (~23,000 en total) | ~10          | Varía           |
| Mouse Tumor Suppressor Gene CRISPR Knockout Library        | 113584 EFS backbone 113585 TBG backbone | Ratón   | Chen          | 56                       | ~4           | 286             |
| Brie mouse genome-wide library                             | 73632 (1 plasmid) 73633 (2 plasmid)     | Ratón   | Doench y Root | 19,674                   | 4            | 78,637          |
| Bassik Human CRISPR Knockout Library                       | 101926–101934                           | Humana  | Bassik        | Varía (~20,500 en total) | ~10          | Varía           |
| Brunello human genome-wide library                         |                                         | Humana  | Doench y Root | 19,114                   | 4            | 76,441          |
| Mini-human AsCpf1-based Human Genome-wide Knockout Library | 130630                                  | Humana  | Draetta       | 16,977                   | 3–4          | 17,032 matrices |

Además de las bibliotecas de eliminación (knock-out), también existen bibliotecas de reducción (knock-down, CRISPRi) y de activación (activation, CRISPRa), las cuales utilizan la capacidad de las proteínas de fusión Cas9 inactivadas proteolíticamente (dCas9) para unirse al ADN objetivo, lo que significa que el gen de interés no se corta, sino que se sobreexpresa o se reprime. Esto hace que el sistema CRISPR/Cas9 sea aún más interesante en la edición génica. La proteína dCas9 inactiva modula la expresión génica al dirigir represores o activadores de dCas9 hacia los promotores o sitios de inicio de la transcripción de los genes objetivo. Para reprimir genes, Cas9 puede fusionarse con el dominio efector KRAB, que forma un complejo con ARNg, mientras que CRISPRa utiliza dCas9 fusionado con diferentes dominios de activación transcripcional, los cuales son dirigidos por ARNg hacia las regiones promotoras para aumentar la expresión.

## Aplicaciones

### Modelos de enfermedades
La modificación genómica Cas9 ha permitido la generación rápida y eficiente de modelos transgénicos en el campo de la genética. El Cas9 puede introducirse fácilmente en las células objetivo junto con ARNgu a través de la transfección de plásmidos para modelar la propagación de enfermedades y la respuesta de las células y su defensa contra la infección. La capacidad de Cas9 de ser introducido in vivo permite la creación de modelos más precisos de la función génica y los efectos de la mutación, evitando las mutaciones fuera del objetivo observadas típicamente con métodos más antiguos de ingeniería genética.
La revolución de las CRISPR y Cas9 en la modelación genómica no se limita solo a los mamíferos. Los modelos genómicos tradicionales como Drosophila melanogaster, uno de los primeros organismos modelo, han visto un mayor refinamiento en su resolución con el uso de Cas9. El Cas9 utiliza promotores específicos de células que permiten un uso controlado del Cas9. El Cas9 es un método preciso para tratar enfermedades debido a la orientación de la enzima Cas9 que solo afecta a ciertos tipos de células. Las células sometidas a la terapia de Cas9 también pueden ser eliminadas y reintroducidas para proporcionar efectos amplificados de la terapia.
Las CRISPR-Cas9 puede ser utilizadas para editar el ADN de organismos in vivo y para eliminar genes individuales o incluso cromosomas enteros de un organismo en cualquier punto de su desarrollo. Existen cromosomas que han sido eliminados con éxito in vivo utilizando técnicas CRISPR, e incluyen el cromosoma Y y el cromosoma X de ratones de laboratorio adultos y los cromosomas humanos 14 y 21, en líneas de células madre embrionarias y ratones aneuploides respectivamente. Este método podría ser útil para tratar trastornos genéticos causados por números anormales de cromosomas, como el síndrome de Down y los trastornos intersexuales.
La edición exitosa del genoma in vivo utilizando CRISPR-Cas9 se ha demostrado en numerosos organismos modelo, incluidos Escherichia coli, Saccharomyces cerevisiae, Candida albicans, Methanosarcina acetivorans, Caenorhabditis elegans, Arabidopsis spp., Danio rerio y Mus musculus. Se han logrado éxitos en el estudio de la biología básica, en la creación de modelos de enfermedades y en el tratamiento experimental de modelos de enfermedades.
Se han planteado preocupaciones de que los efectos fuera del objetivo (edición de genes además de los previstos) puedan confundir los resultados de un experimento de edición génica CRISPR (es decir, el cambio fenotípico observado puede no deberse a la modificación del gen objetivo, sino a otro gen). Se han realizado modificaciones a CRISPR para minimizar la posibilidad de efectos fuera del objetivo. Los experimentos CRISPR ortogonales a menudo se recomiendan para confirmar los resultados de un experimento de edición génica.
Las CRISPR simplifican la creación de organismos genéticamente modificados para la investigación que imitan enfermedades o muestran qué sucede cuando se reduce o muta un gen. Las CRISPR puede utilizarse a nivel germinal para crear organismos en los que el gen objetivo se cambie en todas partes (es decir, en todas las células/tejidos/órganos de un organismo multicelular), o puede utilizarse en células no germinales para crear cambios locales que solo afecten a ciertas poblaciones celulares dentro del organismo.
Las CRISPR pueden ser utilizadas para crear modelos celulares humanos de enfermedades. Por ejemplo, cuando se aplica a células madre pluripotentes humanas, las CRISPR se han utilizado para introducir mutaciones dirigidas en genes relevantes para la enfermedad renal poliquística (PKD) y la glomeruloesclerosis focal y segmentaria (GEFS). Estas células madre pluripotentes modificadas con las CRISPR fueron posteriormente cultivadas en organoides renales humanos que mostraron fenotipos específicos de la enfermedad. Los organoides renales de células madre con mutaciones en un gen vinculado a la GEFS desarrollaron defectos de unión entre podocitos, las células de filtración afectadas en esa enfermedad. Esto se atribuyó a la incapacidad de los podocitos para formar microvellosidades entre células adyacentes. Es importante destacar que estos fenotipos de enfermedad estaban ausentes en organoides de control de identidad genética idéntica, pero sin las modificaciones de las CRISPR.
Se tomó un enfoque similar para modelar el síndrome del QT largo en cardiomiocitos derivados de células madre pluripotentes. Estos modelos celulares generados por las CRISPR, con controles isogénicos, proporcionan una nueva forma de estudiar enfermedades humanas y probar medicamentos.

### Biomedicina
La tecnología CRISPR-Cas se ha propuesto como un tratamiento para múltiples enfermedades humanas, especialmente aquellas con causa genética. Su capacidad para modificar secuencias de ADN específicas la convierte en una herramienta con potencial para corregir mutaciones que causan enfermedades. Las primeras investigaciones en modelos animales sugieren que las terapias basadas en la tecnología de las CRISPR tienen el potencial de tratar una amplia gama de enfermedades, incluidos el cáncer, la progeria, la beta-talasemia, la enfermedad de células falciformes, la hemofilia, la fibrosis quística, la distrofia muscular de Duchenne, la enfermedad de Huntington, la amiloidosis transtiretina y enfermedades cardíacas. Las CRISPR también se han utilizado para curar la malaria en mosquitos, lo que podría eliminar el vector y la enfermedad en los humanos. Las CRISPR también puede ntener aplicaciones en la ingeniería de tejidos y la medicina regenerativa, como la creación de vasos sanguíneos humanos que carecen de expresión de proteínas de clase II del MHC, que a menudo causan rechazo de trasplantes.
Además, los ensayos clínicos para curar la beta talasemia y la enfermedad de células falciformes en pacientes humanos utilizando la tecnología CRISPR-Cas9 han mostrado resultados prometedores.
Sin embargo, aún existen algunas limitaciones en el uso de la tecnología en terapia génica: la relativamente alta frecuencia de efectos fuera del objetivo, el requisito de una secuencia PAM cerca del sitio objetivo, la apoptosis mediada por p53 por roturas de doble cadena inducidas por CRISPR y la toxicidad inmunogénica debido al sistema de entrega típicamente por virus.

#### Amaurosis congénita de Leber
El tratamiento de las CRISPR para la LCA10 (la variante más común de la amaurosis congénita de Leber, que es la principal causa de ceguera infantil hereditaria) modifica el gen defectuoso del fotorreceptor del paciente.
En marzo de 2020, el primer voluntario paciente en este estudio en EE. UU., patrocinado por Editas Medicine, recibió una dosis baja del tratamiento para probar su seguridad.
En junio de 2021, comenzó la inscripción para un grupo de cohortes adultas y pediátricas de dosis alta de 4 voluntarios pacientes cada una. Se espera que la dosificación de las nuevas cohortes se complete para julio de 2022. En noviembre de 2022, Editas informó que el 20% de los pacientes tratados tuvieron mejoras significativas, pero también anunciaron que la población objetivo resultante era demasiado pequeña para respaldar un desarrollo independiente continuo.

#### Cáncer
Las CRISPR también han encontrado muchas aplicaciones en el desarrollo de inmunoterapias basadas en células. El primer ensayo clínico que involucra las CRISPR comenzó en 2016. Implicó tomar células inmunes de personas con cáncer de pulmón, usar las CRISPR para editar el gen PD-1 expresado, y luego administrar las células alteradas de vuelta a la misma persona. Otros 20 ensayos estaban en marcha o casi listos, principalmente en China, hasta 2017.
En 2016, la Administración de Alimentos y Medicamentos de los Estados Unidos (FDA) aprobó un ensayo clínico en el que las CRISPR se utilizarían para alterar las células T extraídas de personas con diferentes tipos de cáncer y luego administrar esas células T modificadas de vuelta a las mismas personas.
En noviembre de 2020, en modelos animales de ratón, las CRISPR se utilizaron de manera efectiva para tratar el glioblastoma (un tumor cerebral de rápido crecimiento) y el cáncer de ovario metastásico, ya que son dos cánceres con algunos de los peores pronósticos en el mejor de los casos y generalmente se diagnostican durante sus etapas finales. Los tratamientos han dado como resultado la inhibición del crecimiento del tumor y un aumento de la supervivencia en un 80% para el cáncer de ovario metastásico y la apoptosis de las células tumorales, la inhibición del crecimiento del tumor en un 50% y la mejora de la supervivencia en un 30% para el glioblastoma.
En octubre de 2021, CRISPR Therapeutics anunció los resultados de su ensayo de fase 1 en curso basado en células T alogénicas en EE. UU. Estas células se obtienen de donantes sanos y se editan para atacar las células cancerosas y evitar ser percibidas como una amenaza por el sistema inmunológico del receptor, y luego se multiplican en grandes lotes que pueden ser administrados a grandes números de receptores.
En diciembre de 2022, una niña británica de 13 años que había sido diagnosticada con leucemia linfoblástica aguda de células T incurable fue curada por médicos del Hospital Great Ormond Street, en el primer uso documentado de edición génica terapéutica para este propósito, después de someterse a seis meses de tratamiento experimental, donde intentos anteriores de otros tratamientos fallaron. El procedimiento incluyó reprogramar una célula T sana para destruir las células T cancerosas para primero liberarla de la leucemia, y luego reconstruir su sistema inmunológico desde cero utilizando células inmunes saludables. El equipo utilizó la edición BASE y había tratado previamente un caso de leucemia linfoblástica aguda en 2015 utilizando TALENs.

#### Diabetes
La diabetes tipo 1 es un trastorno endocrino que resulta de la falta de células beta pancreáticas para producir insulina, un compuesto vital en el transporte de azúcar en la sangre a las células para producir energía. Los investigadores han estado tratando de trasplantar células beta saludables. Las CRISPR se usa para editar las células con el fin de reducir la probabilidad de que el cuerpo del paciente rechace el trasplante.
El 17 de noviembre de 2021, CRISPR Therapeutics y ViaCyte anunciaron que la agencia médica canadiense había aprobado su solicitud para un ensayo clínico para VCTX210, una terapia con células madre editadas con CRISPR diseñada para tratar la diabetes tipo 1. Esto fue significativo porque fue la primera terapia editada genéticamente para la diabetes que se acercaba a las clínicas. Las mismas compañías también desarrollaron un tratamiento novedoso para la diabetes tipo 1 para producir insulina a través de un pequeño implante médico que utiliza millones de células pancreáticas derivadas de células madre editadas con CRISPR.
En febrero de 2022, se llevó a cabo un ensayo de fase 1 en el que un paciente voluntario recibió tratamiento.

#### VIH/sida
El virus de la inmunodeficiencia humana o VIH es un virus que ataca el sistema inmunológico del cuerpo. Si bien existen tratamientos efectivos que pueden permitir que los pacientes vivan vidas saludables, el VIH es retroactivo, lo que significa que incrusta una versión inactiva de sí mismo en el genoma humano. Las CRISPR pueden ser utilizadas para eliminar selectivamente el virus del genoma mediante el diseño de ARN guía para dirigirse al genoma retroactivo del VIH. Un problema con este enfoque es que requiere la eliminación del genoma del VIH de casi todas las células, lo que puede ser difícil de lograr en la práctica.
Los resultados iniciales en el tratamiento y cura del VIH han sido bastante exitosos. En 2021, 9 de 23 ratones humanizados tratados con una combinación de antirretrovirales y CRISPR/Cas-9 dieron como resultado que el virus se volviera indetectable, incluso después del período de rebote habitual. Ninguno de los dos tratamientos por separado tuvo tal efecto. Los ensayos clínicos en humanos de una terapia basada en CRISPR–Cas9, EBT-101, comenzarán en 2022. En octubre de 2023, un estudio en fase inicial en 3 personas de EBT-101 informó que el tratamiento parecía ser seguro sin efectos secundarios importantes, pero no se divulgaron datos sobre su efectividad. En 2024, otra terapia CRISPR de investigadores de la Universidad de Ámsterdam informó de la eliminación del VIH en cultivos celulares.

#### Infección
Las "nucleasas guiadas por ARN" basadas en CRISPR-Cas pueden usarse para apuntar a factores de virulencia, genes que codifican resistencia a antibióticos y otras secuencias de interés médico. Esta tecnología representa así una forma novedosa de terapia antimicrobiana y una estrategia para manipular poblaciones bacterianas. Estudios recientes sugieren una correlación entre la interferencia del locus CRISPR-Cas y la adquisición de resistencia a antibióticos. Este sistema proporciona protección a las bacterias contra el ADN extraño invasor, como transposones, bacteriófagos y plásmidos. Este sistema se mostró como una fuerte presión selectiva para la adquisición de resistencia a antibióticos y factores de virulencia en patógenos bacterianos.
Las terapias basadas en la tecnología de edición de genes CRISPR–Cas3 entregadas por bacteriófagos modificados podrían usarse para destruir ADN específico en patógenos. La Cas3 es más destructivo que el mejor conocido Cas9.
La investigación sugiere que las CRISPR son una forma efectiva de limitar la replicación de varios herpesvirus. Pudo erradicar el ADN viral en el caso del virus de Epstein-Barr (VEB). Las CRISPRs antivirales del herpes tienen aplicaciones prometedoras, como eliminar el VEB que causa cáncer de las células tumorales, ayudar a eliminar los órganos donados de los pacientes inmunocomprometidos de invasores virales o prevenir los brotes de herpes labial y las infecciones oculares recurrentes al bloquear la reactivación del VHS-1. Hasta agosto de 2016, estos estaban esperando pruebas.
Las CRISPR pueden revivir el concepto de trasplantar órganos de animales en personas. Los retrovirus presentes en los genomas animales podrían dañar a los receptores de trasplantes. En 2015, un equipo eliminó 62 copias de una secuencia de ADN retroviral particular del genoma del cerdo en una célula epitelial renal. Los investigadores demostraron recientemente la capacidad de dar a luz ejemplares de cerdo vivos después de eliminar estos retrovirus de su genoma utilizando las CRISPR por primera vez.

#### Enfermedades neurológicas
Las CRISPR son las únicas en el desarrollo para resolver enfermedades neurológicas por varias razones. Por ejemplo, las CRISPR permiten a los investigadores generar rápidamente modelos de células animales y humanas. Esto les permite estudiar cómo funcionan los genes en un sistema nervioso. Al introducir mutaciones que se relacionan con diversas enfermedades dentro de estas células, los investigadores pueden estudiar los efectos de los cambios en el desarrollo, la función y el comportamiento del sistema nervioso. Pueden descubrir los mecanismos moleculares que contribuyen a estos trastornos, lo cual es esencial para desarrollar tratamientos efectivos. Esto es particularmente útil en la modelización y tratamiento de trastornos neurológicos complejos como el Alzheimer, Parkinson y la epilepsia, entre otros.
La enfermedad de Alzheimer (EA) es una enfermedad neurodegenerativa caracterizada por la pérdida de neuronas y la acumulación de ovillos neurofibrilares intracelulares y placas amiloides extracelulares en el cerebro. Se han identificado tres genes patogénicos conocidos que causan el inicio temprano de la EA en humanos, específicamente la proteína precursora del amiloide (APP), la presenilina 1 (PSEN1) y la presenilina 2 (PSEN2). Se han detectado más de 300 mutaciones en estos genes, lo que resulta en un aumento en el total de β-amiloide (Aβ), la relación Aβ42/40 y/o la polimerización de Aβ.
En el caso de la distrofia muscular de Duchenne, la mutación responsable de la enfermedad ocurre en el gen de la distrofina. Las CRISPR se ha utilizado para corregir esto. Del mismo modo, para el síndrome de Dravet, que es un trastorno epiléptico, las CRISPR se han utilizado para corregir la mutación del gen SCN1A. A pesar del progreso que se ha logrado, todavía existen desafíos en el uso de las CRISPR. Debido al hecho de que el cerebro está compuesto por una barrera hematoencefálica, es difícil transferir los componentes de las CRISPR a través de esta. Sin embargo, los avances recientes en sistemas de entrega de nanopartículas y vectores virales han mostrado expectativas para superar este obstáculo. En un futuro se espera que el uso de las CRISPR en neurociencia aumente a medida que la tecnología evoluciona.

### Antropología genética
Las CRISPR-Cas9 se pueden utilizar para investigar e identificar las diferencias genéticas entre los humanos y otros simios, especialmente del cerebro. Por ejemplo, reintroduciendo variantes génicas arcaicas en organoides cerebrales para mostrar un impacto en la neurogénesis, la longitud de la metafase de los progenitores apicales del neocórtex en desarrollo, o mediante la eliminación de un gen en células madre embrionarias para identificar un regulador genético que, a través de la transición temprana de la forma celular, impulsa la expansión evolutiva del cerebro humano. Un estudio describió un impacto importante de una variante génica arcaica en el neurodesarrollo que puede ser un artefacto de un efecto secundario de las CRISPR, ya que no pudo replicarse en un estudio posterior.

### Según la técnica

#### Supresión (knockdown)/activación

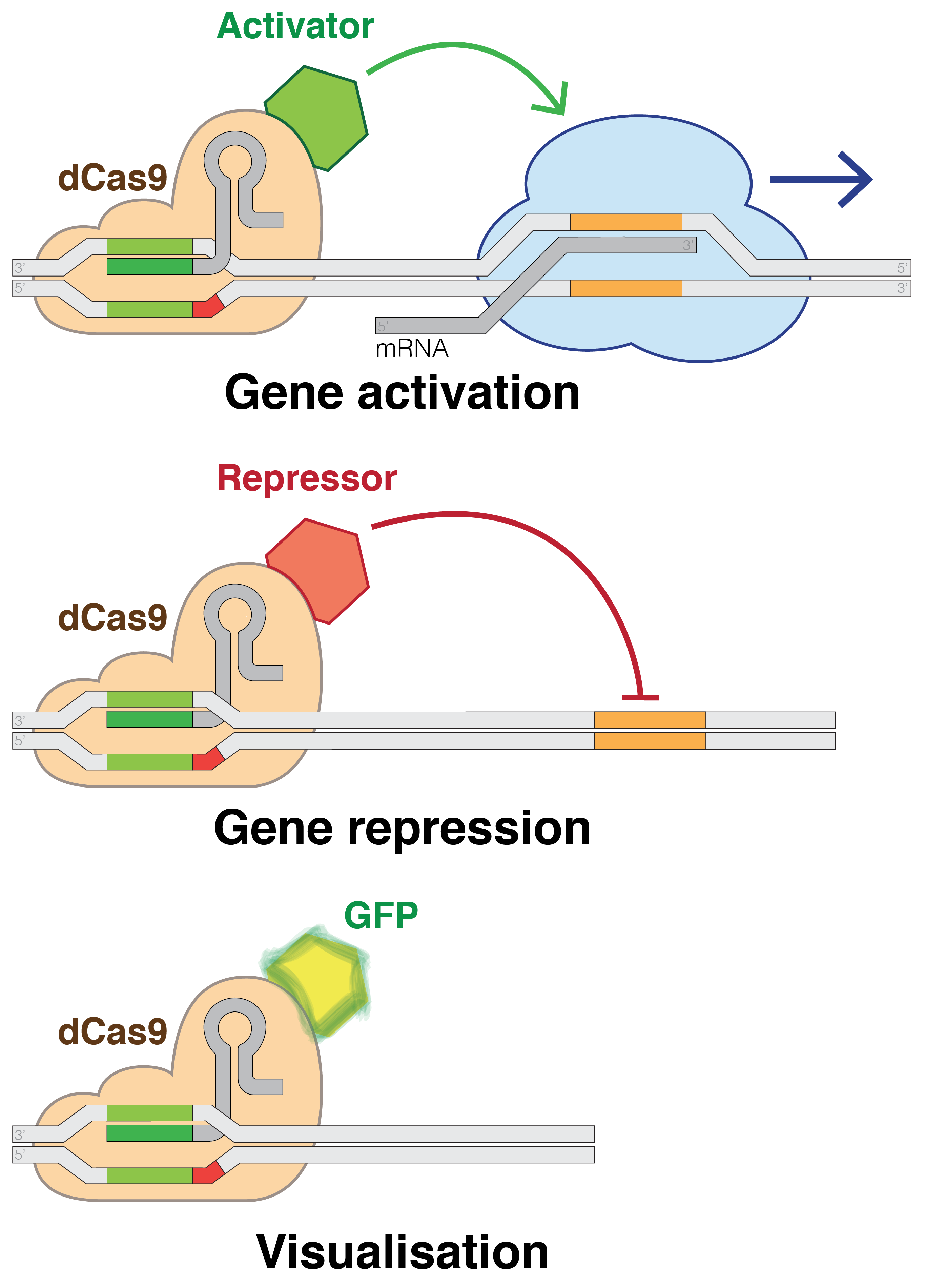
Una proteína Cas9 muerta, acoplada con modificadores epigenéticos, se utiliza para reprimir ciertas secuencias genómicas en lugar de cortarlas por completo.

El uso de versiones "muertas" de la Cas9 (dCas9) elimina la capacidad de corte de ADN de las CRISPR, mientras conserva su capacidad para dirigirse a secuencias deseables. Múltiples grupos han añadido diversos factores regulatorios a la dCas9, permitiéndoles encender o apagar casi cualquier gen o ajustar su nivel de actividad. Al igual que el RNA de interferencia (RNAi), la interferencia de las CRISPR (CRISPRi) apaga los genes de manera reversible al dirigirse, pero no cortar un sitio. El sitio objetivo se metila, modificando epigenéticamente el gen. Esta modificación inhibe la transcripción. Estas modificaciones colocadas con precisión pueden luego utilizarse para regular los efectos en las expresiones génicas y la dinámica del ADN después de la inhibición de ciertas secuencias genómicas dentro del ADN. En los últimos años se han investigado de cerca las marcas epigenéticas en diferentes células humanas y se han encontrado ciertos patrones dentro de las marcas que se correlacionan con todo, desde el crecimiento tumoral hasta la actividad cerebral. Por el contrario, la activación mediada por CRISPR (CRISPRa) promueve la transcripción génica. La Cas9 es una forma eficaz de dirigir y silenciar genes específicos a nivel de ADN. En las bacterias, la presencia de la Cas9 por sí sola es suficiente para bloquear la transcripción. Para aplicaciones en mamíferos, se añade una sección de proteína. Su ARN guía se dirige a secuencias de ADN regulatorias llamadas promotores que preceden inmediatamente al gen objetivo.
La Cas9 se utilizó para transportar factores de transcripción sintéticos que activaban genes humanos específicos. La técnica logró un fuerte efecto al dirigir múltiples construcciones de CRISPR a ubicaciones ligeramente diferentes en el promotor del gen.

#### Edición de ARN
En 2016, los investigadores demostraron que las CRISPR de una bacteria bucal ordinaria podría usarse para editar ARN. Los investigadores buscaron en bases de datos que contenían cientos de millones de secuencias genéticas aquellas que se parecían a los genes CRISPR. Consideraron al Fusobacterium Leptotrichia shahii. Tenía un grupo de genes que se parecían a los genes CRISPR, pero con diferencias importantes. Cuando los investigadores equiparon a otras bacterias con estos genes, a los que llamaron C2c2, descubrieron que los organismos adquirieron una defensa novedosa. C2c2 ha sido renombrado posteriormente como Cas13a para ajustarse a la nomenclatura estándar para los genes Cas.
Muchos virus codifican su información genética en ARN en lugar de ADN, que reutilizan para hacer nuevos virus. El VIH y el poliovirus son tales virus. Las bacterias con Cas13 producen moléculas que pueden desmembrar el ARN, destruyendo el virus. Adaptar estos genes abre cualquier molécula de ARN para su edición.
Los sistemas CRISPR-Cas también se pueden emplear para la edición de genes de micro-ARN y ARN no codificantes largos en plantas.

##### Aplicaciones terapéuticas
Dirigir ediciones para corregir secuencias mutadas fue propuesto y demostrado por primera vez en 1995. Este trabajo inicial utilizó oligonucleótidos antisentido de ARN sintético complementarios a una mutación de codón de parada prematuro en una secuencia de distrofina para activar la edición A-a-I del codón de terminación a un codón de lectura a través en un sistema de células xenopus modelo. Si bien esto también llevó a transiciones inadvertidas cercanas de A a I, las transiciones de A a I (leídas como G) pueden corregir los tres codones de terminación, pero no pueden crear uno. Por lo tanto, los cambios llevaron a una corrección de >25% del codón de terminación objetivo con lectura a través de una secuencia de reportero luciferasa. El trabajo posterior de Rosenthal logró la edición de la secuencia de ARNm mutada en cultivos celulares de mamíferos al dirigir un oligonucleótido unido a una desaminasa de citidina para corregir una secuencia de fibrosis quística mutada. Más recientemente, se ha empleado CRISPR-Cas13 fusionado con desaminasas para dirigir la edición de ARNm.
En 2022, se informó sobre la edición terapéutica de ARN para Cas7-11, la cual permite cortes lo suficientemente dirigidos y una versión anterior de él se utilizó para la edición in vitro en 2021.

##### Comparación con la edición de ADN
A diferencia de la edición de ADN, que es permanente, los efectos de la edición de ARN, incluidas las posibles mutaciones fuera del objetivo en el ARN, son transitorios y no se heredan. Por lo tanto, se considera que la edición de ARN es menos arriesgada. Además, puede requerir solo un ARN guía mediante el uso de la proteína ADAR ya presente en las células humanas y de muchos otros eucariotas, en lugar de necesitar introducir una proteína extranjera en el cuerpo.

#### Genética dirigida
La genética dirigida puede proporcionar una herramienta poderosa para restaurar el equilibrio de los ecosistemas mediante la eliminación de especies invasoras. Se han planteado preocupaciones sobre la eficacia y las consecuencias no deseadas en la especie objetivo, así como en las especies no objetivo, especialmente en la posibilidad de liberación accidental de laboratorios al medio ambiente. Los científicos han propuesto varias medidas de seguridad para garantizar la contención de los impulsos génicos experimentales, incluidas las medidas moleculares, reproductivas y ecológicas. Muchos recomiendan que los impulsos de inmunización e inversión se desarrollen junto con los impulsos génicos para sobrescribir sus efectos si es necesario. Existe consenso en que los efectos a largo plazo deben estudiarse más a fondo, especialmente en la posible interrupción ecológica que no se puede corregir con impulsos de reversión.

#### Depleción genéticain vitro
Las bibliotecas de secuenciación no enriquecidas a menudo tienen abundantes secuencias no deseadas. La Cas9 puede depletar específicamente las secuencias no deseadas con rotura de doble cadena con hasta un 99% de eficacia y sin efectos fuera del objetivo significativos como se ve con las enzimas de restricción. El tratamiento con Cas9 puede agotar el ARNr abundante mientras aumenta la sensibilidad a los patógenos en las bibliotecas de ARN-seq.

#### Edición del epigenoma
La edición del epigenoma o la ingeniería del epigenoma es un tipo de ingeniería genética en la que el epigenoma se modifica en sitios específicos utilizando moléculas diseñadas dirigidas a esos sitios (a diferencia de las modificaciones de todo el genoma). Mientras que la edición de genes implica cambiar la secuencia de ADN en sí, la edición epigenética implica modificar secuencias de ADN y otros factores de unión al ADN que influyen en su funcionamiento. Al "editar" características epigenómicas se puede determinar el papel biológico exacto de una modificación epigenética.

##### Aplicaciones
La regulación dirigida de genes relacionados con enfermedades puede permitir nuevas terapias para muchas enfermedades, especialmente en los casos en los que aún no se han desarrollado terapias génicas adecuadas o son inapropiadas. Si bien las consecuencias transgeneracionales y a nivel poblacional no se comprenden completamente, puede convertirse en una herramienta importante para la genómica funcional aplicada y la medicina personalizada. Al igual que con la edición de ARN, no implica cambios genéticos ni los riesgos que los acompañan. En 2021 se describió un ejemplo de un posible uso funcional de la edición del epigenoma: la represión de la expresión del gen Nav1.7 mediante CRISPR-dCas9, que mostró potencial terapéutico en tres modelos de ratón con dolor crónico.

#### Integrasas dirigidas por CRISPR
La combinación de CRISPR-Cas9 con integrasas permitió una técnica para ediciones grandes sin problemas de roturas de doble cadena, como se demostró con PASTE en 2022. Los investigadores informaron que podría usarse para entregar genes de hasta 36,000 pares de bases de ADN a varios tipos de células humanas y, por lo tanto, potencialmente para tratar enfermedades causadas por un gran número de mutaciones.

#### Edición de calidad
La edición de calidad (o edición base) es un refinamiento de CRISPR para insertar o eliminar secciones de ADN con precisión. Las ediciones de CRISPR no siempre son perfectas y los cortes pueden terminar en el lugar incorrecto; ambos problemas son un problema para usar la tecnología en medicina. La edición de calidad no corta el ADN de doble cadena, sino que utiliza el aparato de destino de las CRISPR para transportar una enzima adicional a una secuencia deseada, donde convierte un nucleótido único en otro. La nueva guía, llamada pegRNA, contiene una plantilla de ARN para una nueva secuencia de ADN que se agregará al genoma en el lugar de destino. Eso requiere una segunda proteína, unida a la Cas9: una enzima transcriptasa inversa, que puede hacer una nueva cadena de ADN a partir de la plantilla de ARN e insertarla en el sitio marcado. Esos tres eventos de emparejamiento independientes brindan una oportunidad para evitar secuencias fuera del objetivo, lo que aumenta significativamente la flexibilidad del objetivo y la precisión de la edición. La edición de calidad fue desarrollada por investigadores del Instituto Broad del MIT y Harvard en Massachusetts. Se necesita más investigaciones para optimizar estos métodos.

## Sociedad y cultura

### Modificación de la línea germinal humana
Hasta marzo de 2015, varios grupos habían anunciado investigaciones en curso con la intención de sentar las bases para aplicar las CRISPR a embriones humanos para la ingeniería de la línea germinal humana, incluidos laboratorios en EE. UU., China y el Reino Unido, así como la empresa biotecnológica estadounidense OvaScience. Científicos, incluido un codescubridor de las CRISPR, instaron a una moratoria mundial sobre la aplicación de las CRISPR a la línea germinal humana, especialmente para uso clínico. Ellos explicaron que "los científicos deberían evitar incluso intentar, en jurisdicciones laxas, la modificación del genoma de la línea germinal para aplicación clínica en humanos" hasta que las implicaciones completas "se discutan entre organizaciones científicas y gubernamentales". Estos científicos apoyan una investigación de bajo nivel adicional sobre las CRISPR y no consideran que las CRISPR estén lo suficientemente desarrolladas para ningún uso clínico en la realización de cambios heredables en humanos.
En abril de 2015, científicos chinos informaron los resultados de un intento de alterar el ADN de embriones humanos no viables usando las CRISPR para corregir una mutación que causa talasemia beta, un trastorno hereditario letal. El estudio había sido rechazado previamente tanto por Nature como por Science, en parte debido a preocupaciones éticas. Los experimentos resultaron en el cambio exitoso de solo algunos de los genes previstos y tuvieron efectos fuera del objetivo en otros genes. Los investigadores declararon que CRISPR no está listo para su aplicación clínica en medicina reproductiva. En abril de 2016, se informó que los científicos chinos habían realizado un segundo intento infructuoso de alterar el ADN de embriones humanos no viables utilizando las CRISPR, esta vez para alterar el gen CCR5 para hacer que el embrión fuera resistente a la infección por VIH.
En diciembre de 2015, tuvo lugar una Cumbre Internacional sobre Edición del Genoma Humano en Washington bajo la dirección de David Baltimore. Los miembros de las academias científicas nacionales de EE. UU., Reino Unido y China discutieron la ética de la modificación de la línea germinal. Acordaron apoyar la investigación básica y clínica bajo ciertas pautas legales y éticas. Se hizo una distinción específica entre células somáticas, donde los efectos de las ediciones se limitan a un solo individuo, y células germinales, donde los cambios en el genoma pueden ser heredados por los descendientes. Las modificaciones heredables podrían tener consecuencias no deseadas y de largo alcance para la evolución humana, genéticamente (por ejemplo, interacciones gen-ambiente) y culturalmente (por ejemplo, darwinismo social). La alteración de gametocitos y embriones para generar cambios heredables en los humanos se definió como irresponsable. El grupo acordó iniciar un foro internacional para abordar tales preocupaciones y armonizar regulaciones en todos los países.
En febrero de 2017, el Comité de Edición del Genoma Humano de las Academias Nacionales de Ciencias, Ingeniería y Medicina de los Estados Unidos (NASEM) publicó un informe que revisaba preocupaciones éticas, legales y científicas sobre la tecnología de ingeniería genómica. La conclusión del informe afirmaba que la edición genómica heredable es inadmisible en este momento, pero podría justificarse para ciertas condiciones médicas; sin embargo, no justificaron el uso de las CRISPR para  mejoras.
En noviembre de 2018, Jiankui He anunció que había editado dos embriones humanos para intentar desactivar el gen CCR5, que codifica un receptor que el VIH utiliza para ingresar a las células. Dijo que las gemelas, Lulu y Nana, habían nacido unas semanas antes. Dijo que las niñas todavía llevaban copias funcionales de CCR5 junto con CCR5 desactivado (mosaicismo) y todavía eran vulnerables al VIH. El trabajo fue ampliamente condenado como poco ético, peligroso y prematuro. Un grupo internacional de científicos pidió una moratoria global sobre la edición genética de embriones humanos.

#### Creación de bebés "a medida"
La llegada de la tecnología de edición genética CRISPR-Cas9 ha llevado a la posibilidad de crear "bebés a medida". Esta tecnología tiene la posibilidad de eliminar ciertas enfermedades genéticas o mejorar la salud mediante el fortalecimiento de ciertos rasgos genéticos.

### Barreras políticas para la ingeniería genética
Las regulaciones políticas para el sistema CRISPR-Cas9 varían en todo el mundo. En febrero de 2016, a los científicos británicos se les otorgó permiso de los reguladores para modificar genéticamente embriones humanos utilizando CRISPR-Cas9 y técnicas relacionadas. Sin embargo, se les prohibió a los investigadores implantar los embriones y los embriones debían ser destruidos después de siete días.
En los Estados Unidos, existe un sistema regulador interdepartamental elaborado para evaluar nuevos alimentos y cultivos modificados genéticamente. Por ejemplo, la Ley de Protección de Riesgos Agrícolas de 2000 otorga al Departamento de Agricultura de los Estados Unidos (o por sus siglas en inglés, USDA) la autoridad para supervisar la detección, control, erradicación, supresión, prevención o retardo de la propagación de plagas vegetales o malezas nocivas para proteger la agricultura, el medio ambiente y la economía de los EE. UU. La ley regula cualquier organismo modificado genéticamente que utilice el genoma de una "plaga vegetal" predefinida o cualquier planta no previamente categorizada. En 2015, Yinong Yang desactivó con éxito 16 genes específicos en el champiñón blanco para evitar que se oscurecieran. Dado que no había agregado ADN de especies extranjeras (transgénico) a su organismo, el champiñón no podía ser regulado por el USDA según la Sección 340.2. El champiñón blanco de Yang fue el primer organismo modificado genéticamente con el sistema de proteínas CRISPR-Cas9 que pasó la regulación estadounidense.
En 2016, el USDA patrocinó un comité para considerar la futura política regulatoria para las próximas técnicas de modificación genética. Con la ayuda de las Academias Nacionales de Ciencias, Ingeniería y Medicina de los Estados Unidos, grupos de intereses especiales se reunieron el 15 de abril para contemplar los posibles avances en la ingeniería genética en los próximos cinco años y cualquier nueva regulación que pudiera ser necesaria como resultado. En 2017, la Administración de Alimentos y Medicamentos propuso una norma que clasificaría las modificaciones de ingeniería genética en animales como "medicamentos para animales", sometiéndolos a una regulación estricta si se ofrecieran a la venta y reduciendo la capacidad para que individuos y pequeñas empresas los hicieran rentables.
En China, donde las condiciones sociales contrastan fuertemente con las del Occidente, las enfermedades genéticas llevan un estigma importante. Esto deja a China con menos barreras políticas para el uso de esta tecnología.

### Reconocimiento
En 2012 y 2013, las CRISPR fueron finalistas en el premio al Breakthrough of the Year de la revista Science. En 2015, fue el ganador de ese premio. Las CRISPR fueron nombradas como una de las 10 tecnologías innovadoras por la MIT Technology Review en 2014 y 2016. En 2016, Jennifer Doudna y Emmanuelle Charpentier, junto con Rudolph Barrangou, Philippe Horvath y Feng Zhang, ganaron el premio internacional Gairdner. En 2017, Doudna y Charpentier recibieron el Premio Japón en Tokio, Japón, por su revolucionaria invención de CRISPR-Cas9. En 2016, Charpentier, Doudna y Zhang ganaron el Premio Tang en Ciencias Biofarmacológicas. En 2020, Charpentier y Doudna recibieron el Premio Nobel de Química, el primero de su tipo para un equipo completamente femenino, "por el desarrollo de un método para la edición del genoma".